# 인도 축구 국가대표팀

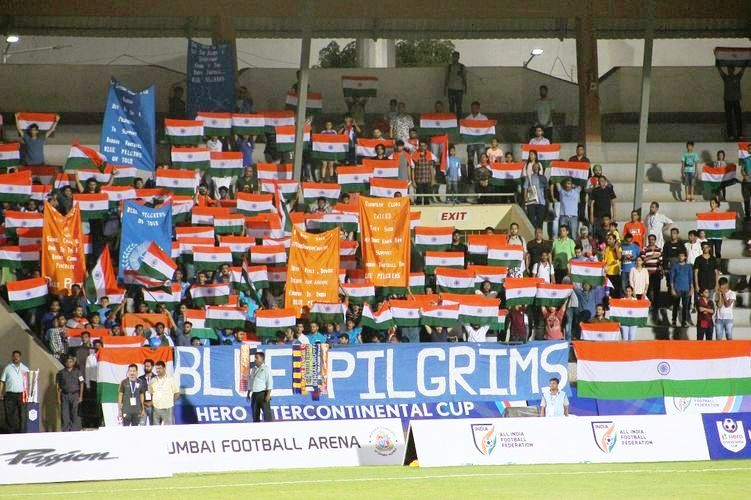

인도 축구 국가대표팀은 인도를 대표하는 축구 국가대표팀으로 전인도 축구 연맹에서 관리하며 아시아 전체에서는 전력이 약한 팀들 중 하나이지만 남아시아 내에서는 전력이 가장 강한 팀으로 손꼽힌다. '파란 호랑이들'라는 별칭으로 알려져 있고 현재 콜카타의 솔트레이크 스타디움을 홈 구장으로 사용하고 있으며 프랑스와의 1948년 하계 올림픽 1라운드를 통해 처음으로 국제 경기에 모습을 드러냈다.

## 국제 대회 경력

### FIFA 월드컵
현재 월드컵 본선 경험은 전무하며 그나마 2002년 FIFA 월드컵 아시아 지역 1차 예선에서 3승 2무 1패·8조 3위를 기록하며 인도 축구 역사상 월드컵 지역 예선 최고 성적을 거두었다.

### AFC 아시안컵
1964년 AFC 아시안컵을 시작으로 총 5번의 아시안컵 본선에 올라 첫 출전한 1964년 대회에서 준우승을 차지했고 이후 4번의 아시안컵 본선에서는 모두 조별리그에서 탈락했다. 다만 2019년 대회 A조 첫 경기에서 동남아시아의 강호 태국을 4-1로 대파하면서 1964년 대회 홍콩전 이후 55년만에 아시안컵에서 1승을 추가했다.

### AFC 챌린지컵
2006년 AFC 챌린지컵을 시작으로 4번의 대회 중 총 3번의 대회에 출전하여 이 중 자국에서 열린 2008년 대회에서 사상 첫 AFC 주관 대회 우승컵을 들어올렸다.

### 아시안 게임
성인대표팀으로는 11번 출전하여 1951년과 1962년 대회에서는 금메달, 1970년 대회에서는 동메달을 획득했고 U-23 대표팀으로는 5번 참가하여 2010년과 2022년 대회에서 16강에 올랐다.

### 하계 올림픽
1948년 하계 올림픽을 시작으로 1960년 대회까지 4회 연속 올림픽 본선에 올라 이 중 1956년 대회에서 개최국 호주를 8강에서 4-2로 꺾고 아시아팀으로는 처음으로 준결승에 오르는 기록을 남겼다.

### SAFF 챔피언십
12번의 SAFF 챔피언십 중 무려 7번의 대회에서 우승컵을 들어올리면서 이 대회 최다 우승국 타이틀을 보유하고 있으며 4번의 대회에서 준우승을 차지하는 등 12번의 대회에서 모두 4강 이상의 성적을 거두면서 남아시아 축구 최강팀다운 면모를 보이고 있다.

## 기타 국제 대회 경력
남아시아 경기 대회에서는 금메달 3개, 은메달 3개, 동메달 2개를 획득했고 네루컵에서도 3번의 우승을 거머쥐었고 콜롬보컵에서도 무려 4번의 우승컵을 들어올렸으며 메르데카컵 국제축구대회에서는 2번의 준우승을 차지했다. 또한 2017년 히어로 트라이네이션 시리즈와 2018년 인티컨티넨탈컵에서 우승을 차지하는 등 기타 각종 국제 대회에서도 좋은 성적들을 거두었다.

## FIFA 월드컵
| FIFA 월드컵 기록 | FIFA 월드컵 기록            | FIFA 월드컵 기록            | FIFA 월드컵 기록            | FIFA 월드컵 기록            | FIFA 월드컵 기록            | FIFA 월드컵 기록            | FIFA 월드컵 기록            | FIFA 월드컵 기록            | FIFA 월드컵 기록            | FIFA 월드컵 예선 기록                       | FIFA 월드컵 예선 기록                       | FIFA 월드컵 예선 기록                       | FIFA 월드컵 예선 기록                       | FIFA 월드컵 예선 기록                       | FIFA 월드컵 예선 기록                       | FIFA 월드컵 예선 기록                       |
| 년도             | 결과                        | 순위                        | 경기                        | 승                          | 무*                         | 패                          | 득점                        | 실점                        | 승점                        | 경기                                        | 승                                          | 무*                                         | 패                                          | 득점                                        | 실점                                        | 승점                                        |
| ---------------- | --------------------------- | --------------------------- | --------------------------- | --------------------------- | --------------------------- | --------------------------- | --------------------------- | --------------------------- | --------------------------- | ------------------------------------------- | ------------------------------------------- | ------------------------------------------- | ------------------------------------------- | ------------------------------------------- | ------------------------------------------- | ------------------------------------------- |
| 1930년           | 독립 이전                   | 독립 이전                   | 독립 이전                   | 독립 이전                   | 독립 이전                   | 독립 이전                   | 독립 이전                   | 독립 이전                   | 독립 이전                   | 독립 이전                                   | 독립 이전                                   | 독립 이전                                   | 독립 이전                                   | 독립 이전                                   | 독립 이전                                   | 독립 이전                                   |
| 1934년           | 독립 이전                   | 독립 이전                   | 독립 이전                   | 독립 이전                   | 독립 이전                   | 독립 이전                   | 독립 이전                   | 독립 이전                   | 독립 이전                   | 독립 이전                                   | 독립 이전                                   | 독립 이전                                   | 독립 이전                                   | 독립 이전                                   | 독립 이전                                   | 독립 이전                                   |
| 1938년           | 독립 이전                   | 독립 이전                   | 독립 이전                   | 독립 이전                   | 독립 이전                   | 독립 이전                   | 독립 이전                   | 독립 이전                   | 독립 이전                   | 독립 이전                                   | 독립 이전                                   | 독립 이전                                   | 독립 이전                                   | 독립 이전                                   | 독립 이전                                   | 독립 이전                                   |
| 1950년           | 기권                        | 기권                        | 기권                        | 기권                        | 기권                        | 기권                        | 기권                        | 기권                        | 기권                        | 최종 기권                                   | 최종 기권                                   | 최종 기권                                   | 최종 기권                                   | 최종 기권                                   | 최종 기권                                   | 최종 기권                                   |
| 1954년           | FIFA가 참가를 수락하지 않음 | FIFA가 참가를 수락하지 않음 | FIFA가 참가를 수락하지 않음 | FIFA가 참가를 수락하지 않음 | FIFA가 참가를 수락하지 않음 | FIFA가 참가를 수락하지 않음 | FIFA가 참가를 수락하지 않음 | FIFA가 참가를 수락하지 않음 | FIFA가 참가를 수락하지 않음 | FIFA가 참가를 수락하지 않음                 | FIFA가 참가를 수락하지 않음                 | FIFA가 참가를 수락하지 않음                 | FIFA가 참가를 수락하지 않음                 | FIFA가 참가를 수락하지 않음                 | FIFA가 참가를 수락하지 않음                 | FIFA가 참가를 수락하지 않음                 |
| 1958년           | 불참                        | 불참                        | 불참                        | 불참                        | 불참                        | 불참                        | 불참                        | 불참                        | 불참                        | 불참                                        | 불참                                        | 불참                                        | 불참                                        | 불참                                        | 불참                                        | 불참                                        |
| 1962년           | 불참                        | 불참                        | 불참                        | 불참                        | 불참                        | 불참                        | 불참                        | 불참                        | 불참                        | 불참                                        | 불참                                        | 불참                                        | 불참                                        | 불참                                        | 불참                                        | 불참                                        |
| 1966년           | 불참                        | 불참                        | 불참                        | 불참                        | 불참                        | 불참                        | 불참                        | 불참                        | 불참                        | 불참                                        | 불참                                        | 불참                                        | 불참                                        | 불참                                        | 불참                                        | 불참                                        |
| 1970년           | 불참                        | 불참                        | 불참                        | 불참                        | 불참                        | 불참                        | 불참                        | 불참                        | 불참                        | 불참                                        | 불참                                        | 불참                                        | 불참                                        | 불참                                        | 불참                                        | 불참                                        |
| 1974년           | 기권                        | 기권                        | 기권                        | 기권                        | 기권                        | 기권                        | 기권                        | 기권                        | 기권                        | 기권                                        | 기권                                        | 기권                                        | 기권                                        | 기권                                        | 기권                                        | 기권                                        |
| 1978년           | 불참                        | 불참                        | 불참                        | 불참                        | 불참                        | 불참                        | 불참                        | 불참                        | 불참                        | 불참                                        | 불참                                        | 불참                                        | 불참                                        | 불참                                        | 불참                                        | 불참                                        |
| 1982년           | 불참                        | 불참                        | 불참                        | 불참                        | 불참                        | 불참                        | 불참                        | 불참                        | 불참                        | 불참                                        | 불참                                        | 불참                                        | 불참                                        | 불참                                        | 불참                                        | 불참                                        |
| 1986년           | 예선 탈락                   | 예선 탈락                   | 예선 탈락                   | 예선 탈락                   | 예선 탈락                   | 예선 탈락                   | 예선 탈락                   | 예선 탈락                   | 예선 탈락                   | 6                                           | 2                                           | 3                                           | 1                                           | 7                                           | 6                                           | 9                                           |
| 1990년           | 기권                        | 기권                        | 기권                        | 기권                        | 기권                        | 기권                        | 기권                        | 기권                        | 기권                        | 기권                                        | 기권                                        | 기권                                        | 기권                                        | 기권                                        | 기권                                        | 기권                                        |
| 1994년           | 예선 탈락                   | 예선 탈락                   | 예선 탈락                   | 예선 탈락                   | 예선 탈락                   | 예선 탈락                   | 예선 탈락                   | 예선 탈락                   | 예선 탈락                   | 8                                           | 1                                           | 1                                           | 6                                           | 8                                           | 22                                          | 4                                           |
| 1998년           | 예선 탈락                   | 예선 탈락                   | 예선 탈락                   | 예선 탈락                   | 예선 탈락                   | 예선 탈락                   | 예선 탈락                   | 예선 탈락                   | 예선 탈락                   | 3                                           | 1                                           | 1                                           | 1                                           | 3                                           | 7                                           | 4                                           |
| 2002년           | 예선 탈락                   | 예선 탈락                   | 예선 탈락                   | 예선 탈락                   | 예선 탈락                   | 예선 탈락                   | 예선 탈락                   | 예선 탈락                   | 예선 탈락                   | 6                                           | 3                                           | 2                                           | 1                                           | 11                                          | 5                                           | 11                                          |
| 2006년           | 예선 탈락                   | 예선 탈락                   | 예선 탈락                   | 예선 탈락                   | 예선 탈락                   | 예선 탈락                   | 예선 탈락                   | 예선 탈락                   | 예선 탈락                   | 6                                           | 1                                           | 1                                           | 4                                           | 2                                           | 18                                          | 4                                           |
| 2010년           | 예선 탈락                   | 예선 탈락                   | 예선 탈락                   | 예선 탈락                   | 예선 탈락                   | 예선 탈락                   | 예선 탈락                   | 예선 탈락                   | 예선 탈락                   | 2                                           | 0                                           | 1                                           | 1                                           | 3                                           | 6                                           | 1                                           |
| 2014년           | 예선 탈락                   | 예선 탈락                   | 예선 탈락                   | 예선 탈락                   | 예선 탈락                   | 예선 탈락                   | 예선 탈락                   | 예선 탈락                   | 예선 탈락                   | 2                                           | 0                                           | 1                                           | 1                                           | 2                                           | 5                                           | 1                                           |
| 2018년           | 예선 탈락                   | 예선 탈락                   | 예선 탈락                   | 예선 탈락                   | 예선 탈락                   | 예선 탈락                   | 예선 탈락                   | 예선 탈락                   | 예선 탈락                   | 10                                          | 2                                           | 1                                           | 7                                           | 7                                           | 18                                          | 7                                           |
| 2022년           | 예선 탈락                   | 예선 탈락                   | 예선 탈락                   | 예선 탈락                   | 예선 탈락                   | 예선 탈락                   | 예선 탈락                   | 예선 탈락                   | 예선 탈락                   | 8                                           | 1                                           | 4                                           | 3                                           | 6                                           | 7                                           | 7                                           |
| 2026년           | 예선 탈락                   | 예선 탈락                   | 예선 탈락                   | 예선 탈락                   | 예선 탈락                   | 예선 탈락                   | 예선 탈락                   | 예선 탈락                   | 예선 탈락                   | 6                                           | 1                                           | 2                                           | 3                                           | 3                                           | 7                                           | 5                                           |
| 2030년           | 미정                        | 미정                        | 미정                        | 미정                        | 미정                        | 미정                        | 미정                        | 미정                        | 미정                        | 미정                                        | 미정                                        | 미정                                        | 미정                                        | 미정                                        | 미정                                        | 미정                                        |
| 2034년           | 미정                        | 미정                        | 미정                        | 미정                        | 미정                        | 미정                        | 미정                        | 미정                        | 미정                        | 미정                                        | 미정                                        | 미정                                        | 미정                                        | 미정                                        | 미정                                        | 미정                                        |
| 합계             |                             |                             |                             |                             |                             |                             |                             |                             |                             | 57                                          | 12                                          | 17                                          | 28                                          | 52                                          | 101                                         | 53                                          |
| 순위             |                             |                             |                             |                             |                             |                             |                             |                             |                             | 월드컵 예선 승점 순위 : 134위 (아시아 26위) | 월드컵 예선 승점 순위 : 134위 (아시아 26위) | 월드컵 예선 승점 순위 : 134위 (아시아 26위) | 월드컵 예선 승점 순위 : 134위 (아시아 26위) | 월드컵 예선 승점 순위 : 134위 (아시아 26위) | 월드컵 예선 승점 순위 : 134위 (아시아 26위) | 월드컵 예선 승점 순위 : 134위 (아시아 26위) |

## AFC 아시안컵
| AFC 아시안컵 기록 | AFC 아시안컵 기록             | AFC 아시안컵 기록             | AFC 아시안컵 기록             | AFC 아시안컵 기록             | AFC 아시안컵 기록             | AFC 아시안컵 기록             | AFC 아시안컵 기록             | AFC 아시안컵 기록             | AFC 아시안컵 기록             | AFC 아시안컵 예선 기록                | AFC 아시안컵 예선 기록                | AFC 아시안컵 예선 기록                | AFC 아시안컵 예선 기록                | AFC 아시안컵 예선 기록                | AFC 아시안컵 예선 기록                | AFC 아시안컵 예선 기록                |
| 년도              | 결과                          | 순위                          | 경기                          | 승                            | 무*                           | 패                            | 득점                          | 실점                          | 승점                          | 경기                                  | 승                                    | 무*                                   | 패                                    | 득점                                  | 실점                                  | 승점                                  |
| ----------------- | ----------------------------- | ----------------------------- | ----------------------------- | ----------------------------- | ----------------------------- | ----------------------------- | ----------------------------- | ----------------------------- | ----------------------------- | ------------------------------------- | ------------------------------------- | ------------------------------------- | ------------------------------------- | ------------------------------------- | ------------------------------------- | ------------------------------------- |
| 1956년            | 기권                          | 기권                          | 기권                          | 기권                          | 기권                          | 기권                          | 기권                          | 기권                          | 기권                          | 기권                                  | 기권                                  | 기권                                  | 기권                                  | 기권                                  | 기권                                  | 기권                                  |
| 1960년            | 예선 탈락                     | 예선 탈락                     | 예선 탈락                     | 예선 탈락                     | 예선 탈락                     | 예선 탈락                     | 예선 탈락                     | 예선 탈락                     | 예선 탈락                     | 6                                     | 2                                     | 0                                     | 4                                     | 7                                     | 9                                     | 6                                     |
| 1964년            | 준우승                        | 2위                           | 3                             | 2                             | 0                             | 1                             | 5                             | 3                             | 6                             | 자동진출 (서아시아 그룹 전원 기권)    | 자동진출 (서아시아 그룹 전원 기권)    | 자동진출 (서아시아 그룹 전원 기권)    | 자동진출 (서아시아 그룹 전원 기권)    | 자동진출 (서아시아 그룹 전원 기권)    | 자동진출 (서아시아 그룹 전원 기권)    | 자동진출 (서아시아 그룹 전원 기권)    |
| 1968년            | 예선 탈락                     | 예선 탈락                     | 예선 탈락                     | 예선 탈락                     | 예선 탈락                     | 예선 탈락                     | 예선 탈락                     | 예선 탈락                     | 예선 탈락                     | 3                                     | 0                                     | 1                                     | 2                                     | 1                                     | 4                                     | 1                                     |
| 1972년            | 기권                          | 기권                          | 기권                          | 기권                          | 기권                          | 기권                          | 기권                          | 기권                          | 기권                          | 기권                                  | 기권                                  | 기권                                  | 기권                                  | 기권                                  | 기권                                  | 기권                                  |
| 1976년            | 기권                          | 기권                          | 기권                          | 기권                          | 기권                          | 기권                          | 기권                          | 기권                          | 기권                          | 기권                                  | 기권                                  | 기권                                  | 기권                                  | 기권                                  | 기권                                  | 기권                                  |
| 1980년            | 기권                          | 기권                          | 기권                          | 기권                          | 기권                          | 기권                          | 기권                          | 기권                          | 기권                          | 기권                                  | 기권                                  | 기권                                  | 기권                                  | 기권                                  | 기권                                  | 기권                                  |
| 1984년            | 조별리그                      | 10위                          | 4                             | 0                             | 1                             | 3                             | 0                             | 7                             | 1                             | 4                                     | 3                                     | 0                                     | 1                                     | 8                                     | 2                                     | 9                                     |
| 1988년            | 예선 탈락                     | 예선 탈락                     | 예선 탈락                     | 예선 탈락                     | 예선 탈락                     | 예선 탈락                     | 예선 탈락                     | 예선 탈락                     | 예선 탈락                     | 5                                     | 0                                     | 2                                     | 3                                     | 1                                     | 6                                     | 2                                     |
| 1992년            | 예선 탈락                     | 예선 탈락                     | 예선 탈락                     | 예선 탈락                     | 예선 탈락                     | 예선 탈락                     | 예선 탈락                     | 예선 탈락                     | 예선 탈락                     | 2                                     | 1                                     | 0                                     | 1                                     | 2                                     | 3                                     | 3                                     |
| 1996년            | 예선 탈락                     | 예선 탈락                     | 예선 탈락                     | 예선 탈락                     | 예선 탈락                     | 예선 탈락                     | 예선 탈락                     | 예선 탈락                     | 예선 탈락                     | 2                                     | 0                                     | 0                                     | 2                                     | 3                                     | 12                                    | 0                                     |
| 2000년            | 예선 탈락                     | 예선 탈락                     | 예선 탈락                     | 예선 탈락                     | 예선 탈락                     | 예선 탈락                     | 예선 탈락                     | 예선 탈락                     | 예선 탈락                     | 4                                     | 1                                     | 1                                     | 2                                     | 8                                     | 9                                     | 4                                     |
| 2004년            | 예선 탈락                     | 예선 탈락                     | 예선 탈락                     | 예선 탈락                     | 예선 탈락                     | 예선 탈락                     | 예선 탈락                     | 예선 탈락                     | 예선 탈락                     | 2                                     | 0                                     | 1                                     | 1                                     | 1                                     | 3                                     | 1                                     |
| 2007년            | 예선 탈락                     | 예선 탈락                     | 예선 탈락                     | 예선 탈락                     | 예선 탈락                     | 예선 탈락                     | 예선 탈락                     | 예선 탈락                     | 예선 탈락                     | 6                                     | 0                                     | 0                                     | 6                                     | 2                                     | 24                                    | 0                                     |
| 2011년            | 조별리그                      | 16위                          | 3                             | 0                             | 0                             | 3                             | 3                             | 13                            | 0                             | 자동 진출(2008년 AFC 챌린지컵 우승국) | 자동 진출(2008년 AFC 챌린지컵 우승국) | 자동 진출(2008년 AFC 챌린지컵 우승국) | 자동 진출(2008년 AFC 챌린지컵 우승국) | 자동 진출(2008년 AFC 챌린지컵 우승국) | 자동 진출(2008년 AFC 챌린지컵 우승국) | 자동 진출(2008년 AFC 챌린지컵 우승국) |
| 2015년            | 예선 탈락                     | 예선 탈락                     | 예선 탈락                     | 예선 탈락                     | 예선 탈락                     | 예선 탈락                     | 예선 탈락                     | 예선 탈락                     | 예선 탈락                     | AFC 챌린지컵 배정                     | AFC 챌린지컵 배정                     | AFC 챌린지컵 배정                     | AFC 챌린지컵 배정                     | AFC 챌린지컵 배정                     | AFC 챌린지컵 배정                     | AFC 챌린지컵 배정                     |
| 2019년            | 조별리그                      | 17위                          | 3                             | 1                             | 0                             | 2                             | 4                             | 4                             | 3                             | 11                                    | 4                                     | 4                                     | 3                                     | 14                                    | 8                                     | 16                                    |
| 2023년            | 조별리그                      | 24위                          | 3                             | 0                             | 0                             | 3                             | 0                             | 6                             | 0                             | 18                                    | 8                                     | 2                                     | 8                                     | 25                                    | 24                                    | 26                                    |
| 2027년            | 미정                          | 미정                          | 미정                          | 미정                          | 미정                          | 미정                          | 미정                          | 미정                          | 미정                          | 6                                     | 1                                     | 2                                     | 3                                     | 3                                     | 7                                     | 5                                     |
| 합계              | 5회 진출(5/18)                | 준우승(1회)                   | 16                            | 3                             | 1                             | 12                            | 12                            | 33                            | 10                            | 76                                    | 24                                    | 11                                    | 41                                    | 86                                    | 127                                   | 86                                    |
| 순위              | AFC 아시안컵 역대 순위 : 21위 | AFC 아시안컵 역대 순위 : 21위 | AFC 아시안컵 역대 순위 : 21위 | AFC 아시안컵 역대 순위 : 21위 | AFC 아시안컵 역대 순위 : 21위 | AFC 아시안컵 역대 순위 : 21위 | AFC 아시안컵 역대 순위 : 21위 | AFC 아시안컵 역대 순위 : 21위 | AFC 아시안컵 역대 순위 : 21위 |                                       |                                       |                                       |                                       |                                       |                                       |                                       |

## AFC 챌린지컵
| 챌린지컵 기록 | 챌린지컵 기록 | 챌린지컵 기록 | 챌린지컵 기록 | 챌린지컵 기록 | 챌린지컵 기록 | 챌린지컵 기록 | 챌린지컵 기록 | 챌린지컵 기록 | 챌린지컵 기록 |
| 년도          | 결과          | 경기          | 승            | 무*           | 패            | 득점          | 실점          | 승점          |               |
| ------------- | ------------- | ------------- | ------------- | ------------- | ------------- | ------------- | ------------- | ------------- | ------------- |
| 2006년        | 8강           | 4             | 1             | 2             | 1             | 3             | 4             | 5             |               |
| 2008년        | 우승          | 5             | 4             | 1             | 0             | 9             | 3             | 13            |               |
| 2010년        | 조별리그      | 3             | 0             | 0             | 3             | 1             | 6             | 0             |               |
| 2012년        | 조별리그      | 3             | 0             | 0             | 3             | 0             | 8             | 0             |               |
| 2014년        | 예선 탈락     | 예선 탈락     | 예선 탈락     | 예선 탈락     | 예선 탈락     | 예선 탈락     | 예선 탈락     | 예선 탈락     |               |
| 합계          | 우승(1회)     | 15            | 5             | 3             | 7             | 13            | 21            | 18            |               |

## 하계 올림픽
| 올림픽 축구 기록 | 올림픽 축구 기록 | 올림픽 축구 기록 | 올림픽 축구 기록 | 올림픽 축구 기록 | 올림픽 축구 기록 | 올림픽 축구 기록 | 올림픽 축구 기록 | 올림픽 축구 기록 | 올림픽 축구 기록 |
| 년도             | 결과             | 순위             | 경기             | 승               | 무*              | 패               | 득점             | 실점             | 승점             |
| ---------------- | ---------------- | ---------------- | ---------------- | ---------------- | ---------------- | ---------------- | ---------------- | ---------------- | ---------------- |
| 1908년           | 독립 이전        | 독립 이전        | 독립 이전        | 독립 이전        | 독립 이전        | 독립 이전        | 독립 이전        | 독립 이전        | 독립 이전        |
| 1912년           | 독립 이전        | 독립 이전        | 독립 이전        | 독립 이전        | 독립 이전        | 독립 이전        | 독립 이전        | 독립 이전        | 독립 이전        |
| 1920년           | 독립 이전        | 독립 이전        | 독립 이전        | 독립 이전        | 독립 이전        | 독립 이전        | 독립 이전        | 독립 이전        | 독립 이전        |
| 1924년           | 독립 이전        | 독립 이전        | 독립 이전        | 독립 이전        | 독립 이전        | 독립 이전        | 독립 이전        | 독립 이전        | 독립 이전        |
| 1928년           | 독립 이전        | 독립 이전        | 독립 이전        | 독립 이전        | 독립 이전        | 독립 이전        | 독립 이전        | 독립 이전        | 독립 이전        |
| 1936년           | 독립 이전        | 독립 이전        | 독립 이전        | 독립 이전        | 독립 이전        | 독립 이전        | 독립 이전        | 독립 이전        | 독립 이전        |
| 1948년           | 1라운드          | 10위             | 1                | 0                | 0                | 1                | 1                | 2                | 0                |
| 1952년           | 예비라운드       | 25위             | 1                | 0                | 0                | 1                | 1                | 2                | 0                |
| 1956년           | 준결승           | 4위              | 2                | 1                | 0                | 1                | 5                | 6                | 3                |
| 1960년           | 조별리그         | 13위             | 3                | 0                | 1                | 2                | 3                | 6                | 1                |
| 1964년           | 진출 실패        | 진출 실패        | 진출 실패        | 진출 실패        | 진출 실패        | 진출 실패        | 진출 실패        | 진출 실패        | 진출 실패        |
| 1968년           | 기권             | 기권             | 기권             | 기권             | 기권             | 기권             | 기권             | 기권             | 기권             |
| 1972년           | 진출 실패        | 진출 실패        | 진출 실패        | 진출 실패        | 진출 실패        | 진출 실패        | 진출 실패        | 진출 실패        | 진출 실패        |
| 1976년           | 진출 실패        | 진출 실패        | 진출 실패        | 진출 실패        | 진출 실패        | 진출 실패        | 진출 실패        | 진출 실패        | 진출 실패        |
| 1980년           | 진출 실패        | 진출 실패        | 진출 실패        | 진출 실패        | 진출 실패        | 진출 실패        | 진출 실패        | 진출 실패        | 진출 실패        |
| 1984년           | 진출 실패        | 진출 실패        | 진출 실패        | 진출 실패        | 진출 실패        | 진출 실패        | 진출 실패        | 진출 실패        | 진출 실패        |
| 1988년           | 진출 실패        | 진출 실패        | 진출 실패        | 진출 실패        | 진출 실패        | 진출 실패        | 진출 실패        | 진출 실패        | 진출 실패        |
| 합계             | 4회 진출(4/11)   | 준결승(1회)      | 8                | 1                | 1                | 5                | 10               | 16               | 4                |

## 아시안 게임
| 아시안 게임 기록 | 아시안 게임 기록 | 아시안 게임 기록 | 아시안 게임 기록 | 아시안 게임 기록 | 아시안 게임 기록 | 아시안 게임 기록 | 아시안 게임 기록 | 아시안 게임 기록 | 아시안 게임 기록 |
| 년도             | 결과             | 순위             | 경기             | 승               | 무*              | 패               | 득점             | 실점             | 승점             |
| ---------------- | ---------------- | ---------------- | ---------------- | ---------------- | ---------------- | ---------------- | ---------------- | ---------------- | ---------------- |
| 1951년           | 금메달           | 우승             | 3                | 3                | 0                | 0                | 7                | 0                | 9                |
| 1954년           | 조별리그         | 8위              | 2                | 1                | 0                | 1                | 3                | 6                | 3                |
| 1958년           | 준결승           | 4위              | 5                | 2                | 0                | 3                | 11               | 13               | 6                |
| 1962년           | 금메달           | 우승             | 5                | 4                | 0                | 1                | 11               | 6                | 12               |
| 1966년           | 조별리그         | 8위              | 3                | 1                | 0                | 2                | 4                | 7                | 3                |
| 1970년           | 동메달           | 3위              | 6                | 3                | 1                | 2                | 8                | 5                | 10               |
| 1974년           | 조별리그         | 13위             | 3                | 0                | 0                | 3                | 2                | 14               | 0                |
| 1978년           | 8강              | 8위              | 5                | 1                | 0                | 4                | 5                | 13               | 3                |
| 1982년           | 8강              | 6위              | 4                | 2                | 1                | 1                | 5                | 3                | 7                |
| 1986년           | 조별리그         | 16위             | 3                | 0                | 0                | 3                | 1                | 8                | 0                |
| 1990년           | 기권             | 기권             | 기권             | 기권             | 기권             | 기권             | 기권             | 기권             | 기권             |
| 1994년           | 불참             | 불참             | 불참             | 불참             | 불참             | 불참             | 불참             | 불참             | 불참             |
| 1998년           | 16강             | 16위             | 5                | 1                | 0                | 4                | 3                | 8                | 3                |
| 합계             | 11회 출전(11/13) | 금메달(2회)      | 44               | 22               | 2                | 24               | 60               | 68               |                  |

## 남아시아 축구 선수권 대회
| SAFF 남아시아컵 기록 | SAFF 남아시아컵 기록 | SAFF 남아시아컵 기록 | SAFF 남아시아컵 기록 | SAFF 남아시아컵 기록 | SAFF 남아시아컵 기록 | SAFF 남아시아컵 기록 | SAFF 남아시아컵 기록 | SAFF 남아시아컵 기록 | SAFF 남아시아컵 기록 |
| 년도                 | 결과                 | 순위                 | 경기                 | 승                   | 무*                  | 패                   | 득점                 | 실점                 | 승점                 |
| -------------------- | -------------------- | -------------------- | -------------------- | -------------------- | -------------------- | -------------------- | -------------------- | -------------------- | -------------------- |
| 1993년               | 우승                 | 1위                  | 3                    | 2                    | 1                    | 0                    | 4                    | 1                    | 7                    |
| 1995년               | 준우승               | 2위                  | 3                    | 0                    | 2                    | 1                    | 2                    | 3                    | 2                    |
| 1997년               | 우승                 | 1위                  | 4                    | 3                    | 1                    | 0                    | 12                   | 3                    | 10                   |
| 1999년               | 우승                 | 1위                  | 4                    | 3                    | 1                    | 0                    | 6                    | 1                    | 10                   |
| 2003년               | 준결승               | 3위                  | 5                    | 2                    | 1                    | 2                    | 8                    | 5                    | 7                    |
| 2005년               | 우승                 | 1위                  | 5                    | 4                    | 1                    | 0                    | 9                    | 2                    | 13                   |
| 2008년               | 준우승               | 2위                  | 5                    | 4                    | 0                    | 1                    | 9                    | 3                    | 12                   |
| 2009년               | 우승                 | 1위                  | 5                    | 3                    | 1                    | 1                    | 3                    | 2                    | 10                   |
| 2011년               | 우승                 | 1위                  | 5                    | 4                    | 1                    | 0                    | 16                   | 2                    | 13                   |
| 2013년               | 준우승               | 2위                  | 5                    | 2                    | 1                    | 2                    | 4                    | 5                    | 7                    |
| 2015년               | 우승                 | 1위                  | 4                    | 4                    | 0                    | 0                    | 11                   | 4                    | 12                   |
| 합계                 | 11회 출전(11/11)     | 우승(7회)            | 48                   | 31                   | 10                   | 7                    | 84                   | 31                   | 103                  |

## 유니폼 변천사

### 홈
| 2004–2006 | 2006 (I)  | 2006 (II) | 2006–2008 | 2008–2009 | 2009–2010 | 2010–2013 | 2013–2015 | 2015-2017 | 2017-2018 |
| 2018      | 2019-현재 |           |           |           |           |           |           |           |           |

### 원정
| 2004–2006 | 2006 (I)  | 2006 (II) | 2006–2008 | 2008–2009 | 2009–2010 | 2010–2013 | 2013–2015 | 2015–2017 | 2017-2018 |
| 2018      | 2019-현재 |           |           |           |           |           |           |           |           |

### 서드
| 2008 |

## 주목할 만한 선수
- 수닐 체트리
- 바이충 부티아
- 수브라타 폴
- 아니루드 타파

## 역대 감독
| 감독      | 임기 |
| --------- | ---- |
| 조 키니어 | 1984 |